# Jonas Staugaitis

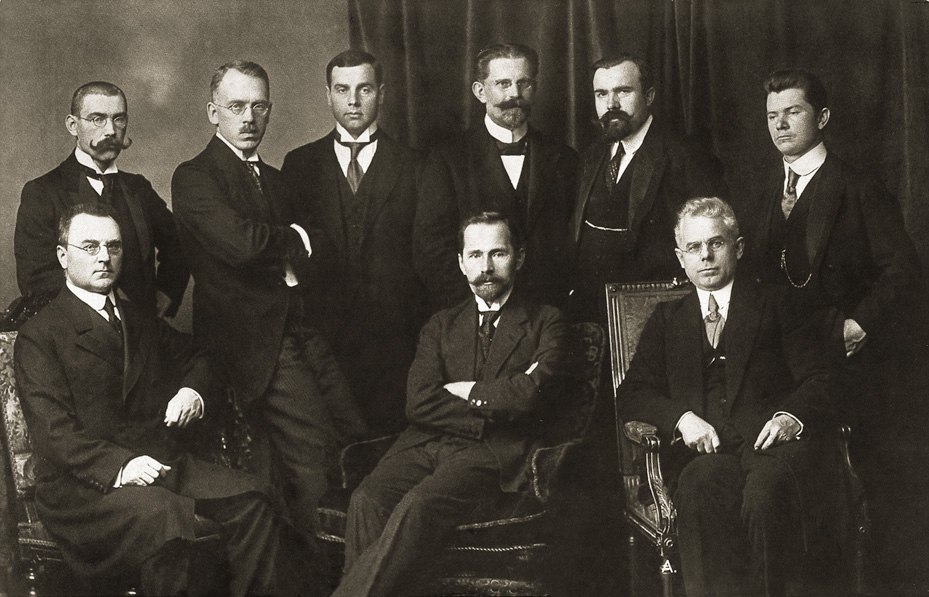
Jonas Staugaitis (sitzend erster von links) im Jahr 1918

Jonas Staugaitis anhörenⓘ (* 20. Mai 1868 in Omentiškiai, Landkreis Vilkaviškis, Russisches Kaiserreich; † 18. Januar 1952 in Kaunas, Litauische Sozialistische Sowjetrepublik) war der vierte Präsident der Republik Litauen während des Staatsstreiches im Dezember 1926. Formal hatte er dieses Amt für einen Tag als Vorsitzender des Litauischen Seimas inne und trat nach der Vollendung des Putsches zurück.

## Leben
Von 1887 bis 1893 studierte er Medizin an der Universität Warschau. Im Jahr 1919 wurde er als Mitglied der  Bäuerlichen Volkspartei ins litauische Parlament (Seimas) gewählt. Am 2. Juni 1926 wurde er zum Vorsitzender der Seimas gewählt. 
Er ist auf dem Friedhof Petrašiūnai  in Kaunas begraben.